# Ollonsvin
Ollonsvin är tamsvin som får beta i ek- och bokskogar.
I Sverige hölls fram till mitten 1800-talet svin fritt i skogarna. Näringen var framför allt viktig i Halland, Skåne och Blekinge, där ädellövskog är vanligare än i övriga landet. I de fall kronans skogar brukades, till exempel tillhörde all ekskog länge kronan, togs i dessa landskap en speciell skatt ut, kallad ollongäld. Ursprungligen betalades skatten i svin, så kallat ollonfläsk, men senare övergick man till pengar. Ollongälden avskaffades 1844. Svensk lag reglerar i detta i 12 kap byggningabalken, Huru svin må i ollonskog släppas.